# ゴーイング・ホーム (ケニー・Gの曲)
ゴーイング・ホーム（英語: Going Home）は、米国のサクソフォーン奏者ケニー・Gが1990年にリリースしたインストルメンタル曲。
元々は1988年4月にスティーヴィー・ニックスのアルバム『The Other Side of the Mirror』のためにレコーディングされたもので、ワーキング・タイトルは「Tragedy Of One's Own Soul」。このプロジェクトは結局、1989年5月のアルバム・リリース前に中止された。どちらの曲もケニーGやスティーヴィー・ニックスから正式にリリースされていないため、ブートレグ盤がネット上で広く出回っている。

## 中国で大人気
この「ゴーイング・ホーム」の曲（中国語名：回家 = フーィジァー）は、中国全土で破格なメガヒットとなった。中国全土のフードコート、屋外市場、ヘルスクラブ、ショッピングモール、駅などで、閉店の際に流される「国民的曲」となっていて、多くの企業が夜の閉店間際にこの曲をスピーカーから流し始める。テレビ局も夜の放送を終える前にこの曲を流すし、南昌鉄道局の列車が終着駅に到着するとき、この曲を流すという例もある。
中国の人々に尋ねると、多くの人は曲名やアーティスト名すら知らないが、この曲で「活動を終えて家に帰らなければならない。」という気持ちから連想すると答えている。ケニーGも、この曲を中国でのコンサートの途中で演奏したところ、聴衆が立ち上がって早々に帰ってしまったという経験を語っている。